# Kejajar (plaats)
Kejajar is een bestuurslaag in het regentschap Wonosobo van de provincie Midden-Java, Indonesië. Kejajar telt 3369 inwoners (volkstelling 2010).